# Cratere Fejokoo
Fejokoo  è un cratere sulla superficie di Cerere.